# Нилант, Иоан Фредерик
Иоан Фредерик Нилант, Иоганн Фридрих Нилант (нидерл. Joan Frederik Nilant, нем. Johann Friedrich Nilant, фр. Jean-Frédéric Nilant; 16 сентября 1680, Девентер — 19 января 1750) — нидерландский филолог.
В 1703 г. защитил в Лейденском университете диссертацию доктора права, посвящённую Закону Юлия о прелюбодеянии (лат. Ad Legem Juliam Adulteriis Coercendis). С 1712 г. преподавал в гимназии в Лингене, затем занимал пост судьи в Алмело.
Наиболее известен как публикатор так называемого «Нилантова Ромула» (лат. Fabulae antiquae ex Phaedro fere servatis ejusque verbis desumtae et soluta oratione expositae; 1709) — сборника позднелатинских басен, условно называемого «Ромул», в редакции XI века.